# MACHO-1997-BLG-41
MACHO-1997-BLG-41, vanligen förkortat som 97-BLG-41 eller MACHO-97-BLG-41, är ett objekt i mellersta delen av stjärnbilden Skytten. Den upptäcktes som en gravitationell mikrolinsningshändelse som inträffade i juli 1999. Källstjärnan är sannolikt en jätte- eller underjättestjärna av spektraltyp K belägen på ett avstånd av cirka 8 kiloparsec (26 000 ljusår). Linsstjärnan är en dubbelstjärna på ett avstånd av cirka 10 000 ljusår från solen. De två stjärnorna är separerade från varandra med cirka 0,9 AE och har en omloppsperiod på cirka 1,5 år. Systemets mest sannolika massa är cirka 0,3 gånger solens. Stjärna A och stjärna B är båda röda dvärgar.

## Observation
Den första publicerade modellen av MACHO-1997-BLG-41-händelsen baserad på data från Mount Stromlo Observatory, Cerro Tololo Inter-American Observatory och Wise Observatory visar linssystemet som lokaliserat i den galaktiska utbuktningen på ett avstånd av 6,3 kiloparsec (21 000 ljusår), en total systemmassa på cirka 0,8 gånger solens och en separation på 1,8 AE (det mest sannolika värdet givet en slumpmässig orientering av systemet). De individuella komponenterna tilldelades massor 0,6 och 0,16 gånger solens, vilket gjorde dem till en orange dvärg av spektralklass K respektive en röd dvärg av spektralklass M. Enligt denna modell kretsar en exoplanet med en massa av cirka 3,5 gånger Jupiters massa i en cirkumbinär bana runt de två stjärnorna på ett avstånd av cirka 7 AE (förutsatt att systemet är slumpmässigt orienterat).
Därefter visade en oberoende analys med data från fem olika observatorier att mikrolinsningshändelsen kunde tolkas som orsakad av en dubbelstjärna med låg massa bestående av två röda dvärgstjärnor belägna i den galaktiska skivan om man beaktar deras omloppsrörelse, utan att behöva åberopa en planetarisk massa. En ytterligare studie som kombinerar båda datamängderna bekräftade detta fynd. Planeten anses således motbevisad.